# Межгюль
Мажвгул — село Хівського району Дагестану у Росії.
Село розташоване в підніжжі гірського хребта Вурчал. 10 серпня 1706 року вважається днем утворення села. Село сформувалось з семи населених пунктів, що розташовані дуже близько один від одного.
В 1925 році було засновано початкову школу.
Населення села 1136 осіб, сформоване воно з семи тухумів (родів).